# Jan Kirchhoff
Jan Kirchhoff é um futebolista alemão que atua como zagueiro. Atualmente, defende o clube inglês 1. FC Magdeburg.